# 로렌 차이
로렌 차이(Lauren Tsai, 1998년 2월 11일 ~ )는 미국, 중국의 삽화가, 모델, 배우이다. 2014년, 일본에서 활동명 "라라"로 모델 활동을 시작했다. 2019년, 드라마 《리전》 시즌 3를 통해 배우 데뷔하였다.

## 출연 작품
- 걸스 오브 막시 - 클로디아 역